# Рибоза
Рибо́за (від араб. робб — фруктовий сироп) — моносахарид, що належить до класу пентоз групи альдопентоз. Емпірична формула C5H10O5. Існує у вигляді оптично активних D- або L-форм. Мол. маса 150,14. В природі поширені D-рибоза, як компонент рибонуклеїнових кислот, а також похідне — 2-дезокси-D-рибоза — у складі дезоксирибонуклеїнової кислоти. При відновленні рибози утворюється рибітол — п'ятиатомний спирт, що бере участь у будові ферментативних систем. 
Дослідження показали, що рибоза, яка є одним з будівельних блоків генетичного матеріалу в живих організмах, могла утворитися в кометних льодах, хоча  досі вона ніколи не була виявлена в метеоритах або кометних льодах. Для отримання цього результату був проведений досить докладний аналіз штучної комети, створеної в Інституті астрофізики Університеті Парижа XI.